# Ombrophila nigripes
Ombrophila nigripes är en svampart som först beskrevs av Christiaan Hendrik Persoon, och fick sitt nu gällande namn av Jean Louis Emile Boudier 1907. Ombrophila nigripes ingår i släktet Ombrophila och familjen Helotiaceae.   Inga underarter finns listade i Catalogue of Life.